# Potentilla montenegrina
Potentilla montenegrina är en rosväxtart som beskrevs av Jozef Pantocsek.
Potentilla montenegrina ingår i Fingerörtssläktet som ingår i familjen rosväxter. Utöver nominatformen finns också underarten Potentilla montenegrina minor.

## Bildgalleri

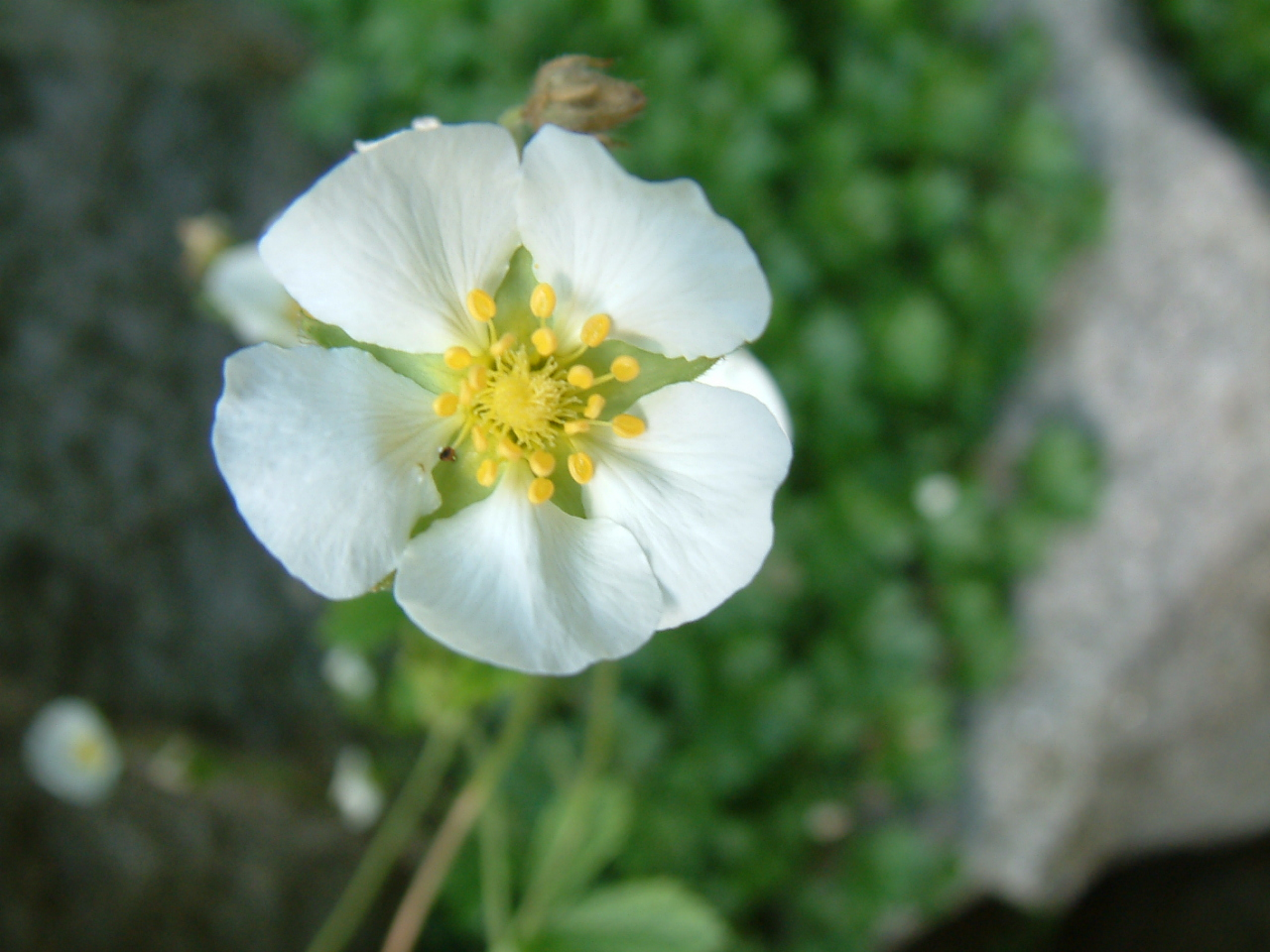